# The Walking Dead: Cold Storage
Pour un article plus général, voir The Walking Dead (série télévisée).
Pour les articles homonymes, voir The Walking Dead.
Chronologie
The Walking Dead: Torn Apart The Walking Dead: The Oath
The Walking Dead: Cold Storage est une websérie américaine, narrant les péripéties de survivants. L'histoire se déroule entre la saison 2 et 3 de la série The Walking Dead dont elle s'inspire. Elle avait pour but, comme l'autre websérie Torn Apart (2011), de faire patienter les téléspectateurs entre la saison 1 et 2 de la série du même nom.
Cet article présente la liste des web-épisodes de Cold Storage.

## Synopsis
La web-série suit l'histoire d'un jeune homme nommé Chase quand il se réfugie dans une installation de stockage sous le commandement d'un employé malveillant nommé B.J.

## Distribution
- Josh Stewart : Chase
- Daniel Roebuck : B.J
- Cerina Vincent : Kelly
- Christopher Allen Nelson : Harris

## Websérie (2012)

### Épisode 1: titre français inconnu (Hide and Seek)
- Titre original : Hide and Seek (trad. litt. : « Cache-cache »)
- Numéros : 1
- Réalisateur : Greg Nicotero
- Scénaristes : John Esposito
- Diffusions :  : 1er octobre 2012
- Résumé : Le début de cette web-saison débute sur un toit d'Atlanta. On y découvre le héros, Chase, et son acolyte éphémère Harris. Tous deux doivent prendre un convoi qui partira avec ou sans eux. Harris propose avant de visiter un entrepôt pour pouvoir prendre diverses choses (notamment des denrées alimentaires). Malheureusement, une fois dans la rue pour s'y rendre, Harris se fait subitement attaquer par un rôdeur. Chase, ne pouvant plus rien pour lui, sinon l'achever, s'enfuit précipitamment vers l’entrepôt où il est poursuivi par des zombies ; mais un mystérieux inconnu le sauve in extremis.
- Durée : 4 minutes 29.

### Épisode 2: titre français inconnu (Keys to the Kingdom)
- Titre original: Keys to the Kingdom (trad. litt. : « Les clés du Royaume »)
- Numéros: 2
- Réalisateur: Greg Nicotero
- Scénaristes: John Esposito
- Diffusions:  : 1er octobre 2012
- Résumé: Chase fait alors la connaissance de son sauveur, nommé B.J, il est tout d'abord très méfiant et demande à Chase de partir. Celui-ci propose de rendre un service à B.J. (rallumer un fusible qui a sauté) et qu'ensuite il partirait avec un camion de l’entrepôt. B.J. accepte et reçoit alors Chase de manière très amicale lui proposant de voir des films pornographiques, de jouer au flipper ou de partager des vins qu'un Français a laissé ici. Il explique ensuite qu'il est le dernier à être resté ici, et qu'il y travaillait depuis 12 ans. Ensuite, il propose à Chase de se changer en lui montrant une pièce qui entreposait les affaires d'un policier - Rick Grimes, comme on le devinera lorsque Chase regardera un album photo[1]. Le web-épisode se termine sur des bruits mystérieux dans la chambre 326.
- Durée: 4 minutes 57.

### Épisode 3: titre français inconnu (The Chosen Ones)
- Titre original: The Chosen Ones (trad. litt. : « L’Élu »)
- Numéros: 3
- Réalisateur: Greg Nicotero
- Scénaristes: John Esposito
- Diffusions:  : 1er octobre 2012
- Résumé: Ce web-épisode commence avec une scène montrant B.J en train de rigoler devant une vidéo du week-end dernier qu'a enregistrée une caméra de surveillance: celle-ci montre des survivants (dans la rue) se faire dévorer par les rôdeurs. Chase lui dit qu'il va aller vers Cynthiana (Kentucky) où se trouve sa petite sœur qui serait en vie (il a reçu un message il y a quatre jours) et à l’abri dans un groupe qui se dirigerait en direction de Washington D.C., il propose donc à B.J. s'il veut venir avec eux mais celui-ci décline l'invitation considérant qu'il est là comme un spectateur du chaos, qu'il regarde de ses caméras de surveillance, à l’abri dans son entrepôt. Chase va ensuite faire ce qu'il avait promis à B.J. et rebranche les fusibles, durant la manipulation il manque de se faire mordre par un rôdeur resté là (B.J lui expliquera plus tard qu'il croyait le rôdeur mort). Ensuite, Chase, ayant rassemblé les cadavres des zombies sur un chariot, les amène dehors, juste avant que B.J. ne lui tire traîtreusement une balle de son revolver et ne le laisse pour mort.
- Durée: 5 minutes 38.

### Épisode 4: titre français inconnu (Parting Shots)
- Titre original: Parting Shots (trad. litt. : « Tir d'adieu »)
- Numéros: 4
- Réalisateur: Greg Nicotero
- Scénaristes: John Esposito
- Diffusions:  : 1er octobre 2012
- Résumé: Dans ce dernier web-épisode, on voit Chase se réveiller parmi le tas de zombies morts; la balle ne l'ayant en fait qu'effleuré et rendu inconscient. Il retourne alors dans l’entrepôt car ne pouvant pas survivre dehors (il est attaqué par le zombie de son camarade du web-épisode 1, auquel il subtilise sa machette). Dans l'entrepôt, Chase arrive dans une pièce où il voit, grâce à l’écran d'une caméra de surveillance, B.J. sortir de la chambre 326. Il décide donc de s'y rendre et y découvre Kelly, une des employées du centre de stockage, servant d'esclave sexuelle à B.J.. Après avoir libéré Kelly, il est repéré par B.J. grâce aux caméras de surveillance. Par l'intermédiaire d'un microphone, ce dernier déclare alors aux deux fuyards qu'il ne va pas les laisser s'échapper si facilement. Et en effet, juste avant la sortie, ceux-ci sont rattrapés par B.J.. S'ensuit alors un dialogue où, après avoir expliqué qu'il retient Kelly entre autres pour la protéger du monde extérieur, B.J. propose finalement à Chase de partir, mais à condition qu'il parte seul, en abandonnant Kelly. Malgré les protestations de Kelly, Chase semble accepter mais Kelly parvient finalement à tuer B.J, par derrière, ce dernier ne prêtant pas attention à la machette qu'elle tient dans sa main. Finalement, Kelly et Chase montent dans un camion (où il y a peu d'essence) et abandonnent l'entrepôt désormais livré aux zombies. L'épisode s'achève tandis que la tête tranchée de B.J regarde pendant ses dernières secondes de vie les zombies envahir son entrepôt sur les écrans des caméras de surveillance.
- Durée: 9 minutes 4.